# هنري إدوارد بيدفورد
هنري إدوارد بيدفورد (بالإنجليزية: Henry Edward Bedford)‏ هو نحات ورسام أمريكي، ولد في 1860، وتوفي في 29 أكتوبر 1932.